# Jurij Wardimiadi
Jurij (Gieorgij) Dmitrijewicz Wardimiadi, ros. Юрий (Георгий) Дмитриевич Вардимиади, gr. Γιώργος Βαρδιμιάδης (ur. 1 stycznia 1925 w abchaskiej wsi Dranda, w rejonie gulripszinskim, Gruzińska SRR, ZSRR, zm. 7 czerwca 1956) – radziecki piłkarz pochodzenia greckiego, grający na pozycji pomocnika, wcześniej napastnika. Jego bracia Nikołaj Wardimiadi i Iwan Wardimiadi również byli piłkarzami.

## Kariera piłkarska

### Kariera klubowa
Wychowanek Dinama Suchumi. W 1948 roku rozpoczął karierę piłkarską w pierwszej drużynie Dinama Suchumi. W następnym roku bronił barw klubu Dinamo Leningrad. W 1950 przeszedł do Dinama Tbilisi, w którym występował do zakończenia kariery piłkarskiej w 1955.
Przedwcześnie zmarł 7 czerwca 1956 roku.

## Sukcesy i odznaczenia

### Sukcesy klubowe
- wicemistrz ZSRR: 1951, 1953
- brązowy medalista mistrzostw ZSRR: 1950

### Odznaczenia
- tytuł Mistrza Sportu ZSRR: 1950